# Nassim Hnid
Nassin Hnid (Zarzis, 12 marzo 1997) è un calciatore tunisino, difensore dell'Al-Muharraq.

## Caratteristiche tecniche
È un difensore centrale.

## Carriera

### Club
Inizia a giocare a calcio nelle giovanili dell'Espérance Zarzis, che nel 2015 lo cede allo Sfaxien. Il 20 agosto 2020 passa a titolo definitivo all'AEK Atene in cambio di 600.000 euro, firmando un contratto valido per quattro stagioni.

### Nazionale
Nel 2019 viene convocato con la nazionale tunisina per la Coppa d'Africa.

## Statistiche

### Presenze e reti nei club
Statistiche aggiornate al 24 agosto 2023.
| Stagione        | Squadra         | Campionato      | Campionato | Campionato | Coppe nazionali | Coppe nazionali | Coppe nazionali | Coppe continentali | Coppe continentali | Coppe continentali | Altre coppe | Altre coppe | Altre coppe | Totale | Totale |
| Stagione        | Squadra         | Comp            | Pres       | Reti       | Comp            | Pres            | Reti            | Comp               | Pres               | Reti               | Comp        | Pres        | Reti        | Pres   | Reti   |
| --------------- | --------------- | --------------- | ---------- | ---------- | --------------- | --------------- | --------------- | ------------------ | ------------------ | ------------------ | ----------- | ----------- | ----------- | ------ | ------ |
| 2016-2017       | Sfaxien         | L1              | 2+4        | 0          | CT              | 0               | 0               | -                  | -                  | -                  | -           | -           | -           | 6      | 0      |
| 2017-2018       | Sfaxien         | L1              | 11         | 0          | CT              | 3               | 0               | -                  | -                  | -                  | -           | -           | -           | 14     | 0      |
| 2018-2019       | Sfaxien         | L1              | 21         | 1          | CT              | 4               | 0               | CC                 | 12                 | 2                  | -           | -           | -           | 37     | 3      |
| 2019-2020       | Sfaxien         | L1              | 15         | 0          | CT              | 2               | 0               | -                  | -                  | -                  | -           | -           | -           | 17     | 0      |
| Totale Sfaxien  | Totale Sfaxien  | Totale Sfaxien  | 49+4       | 1          |                 | 9               | 0               |                    | 12                 | 2                  |             | -           | -           | 74     | 3      |
| 2020-2021       | AEK Atene       | SL              | 9+1        | 0          | CG              | 2               | 0               | UEL                | 2                  | 0                  | -           | -           | -           | 14     | 0      |
| 2021-2022       | Al-Sailiya      | QSL             | 13         | 0          | QSC+EQC         | 5+0             | 0               | -                  | -                  | -                  | -           | -           | -           | 18     | 0      |
| 2022-feb. 2023  | Ol. Khouribga   | B1              | 4          | 0          | CT              | 0               | 0               | -                  | -                  | -                  | -           | -           | -           | 4      | 0      |
| 2023            | Žalgiris        | A               | 17         | 1          | CL              | 0               | 0               | UCL+UEL+UECL       | 4+2+1              | 0+1+0              | SL          | 1           | 0           | 25     | 2      |
| Totale carriera | Totale carriera | Totale carriera | 97         | 2          |                 | 16              | 0               |                    | 21                 | 3                  |             | 1           | 0           | 135    | 5      |

### Cronologia presenze e reti in nazionale
| Cronologia completa delle presenze e delle reti in nazionale ― Tunisia | Cronologia completa delle presenze e delle reti in nazionale ― Tunisia | Cronologia completa delle presenze e delle reti in nazionale ― Tunisia | Cronologia completa delle presenze e delle reti in nazionale ― Tunisia | Cronologia completa delle presenze e delle reti in nazionale ― Tunisia | Cronologia completa delle presenze e delle reti in nazionale ― Tunisia | Cronologia completa delle presenze e delle reti in nazionale ― Tunisia | Cronologia completa delle presenze e delle reti in nazionale ― Tunisia |
| Data                                                                   | Città                                                                  | In casa                                                                | Risultato                                                              | Ospiti                                                                 | Competizione                                                           | Reti                                                                   | Note                                                                   |
| ---------------------------------------------------------------------- | ---------------------------------------------------------------------- | ---------------------------------------------------------------------- | ---------------------------------------------------------------------- | ---------------------------------------------------------------------- | ---------------------------------------------------------------------- | ---------------------------------------------------------------------- | ---------------------------------------------------------------------- |
| 17-6-2019                                                              | Radès                                                                  | Tunisia                                                                | 2 – 1                                                                  | Burundi                                                                | Amichevole                                                             | -                                                                      |                                                                        |
| 17-7-2019                                                              | Il Cairo                                                               | Tunisia                                                                | 0 – 1                                                                  | Nigeria                                                                | Coppa d'Africa 2019 - Finale 3º posto                                  | -                                                                      | 67’                                                                    |
| Totale                                                                 |                                                                        | Presenze                                                               | 2                                                                      |                                                                        | Reti                                                                   | 0                                                                      |                                                                        |

## Palmarès

### Club

#### Competizioni nazionali
- Coppa di Tunisia: 1

Sfaxien: 2018-2019
- Coppa delle Stelle del Qatar: 1

Al-Sailiya: 2021-2022
- Supercoppa di Lituania: 1

Žalgiris: 2023